# Jodła kaukaska
Jodła kaukaska, jodła Nordmanna (Abies nordmanniana (Steven) Spach) – gatunek drzew należący do rodziny sosnowatych. Występuje w Zachodniej Azji, w górach Kaukazu – w Turcji, Gruzji, Rosji i Azerbejdżanu.

## Morfologia
PokrójDrzewo wysokości 25-30 m, początkowo z koroną wąską, stożkowatą, z wiekiem coraz bardziej kolumnową, ze spiczastym wierzchołkiem. Gałęzie w środkowej części korony rosną poziomo i są dość gęsto osadzone, górne gałęzie mniej wyraźnie skierowane ku górze, niż u jodły pospolitej.
PieńKora początkowo gładka, matowoszara, dopiero u starych drzew prostokątnie popękana lub podzielona na płytki.
LiścieSzpilki o długości 2–3 cm są z przodu lekko wycięte, równowąskie, wyraźnie bruzdkowane, z wierzchu ciemnozielone i błyszczące, pod spodem – z dwoma białymi paskami szparek. Osadzone dwurzędowo na gałązkach bardzo gęsto, skierowane nieco ku przodowi. Roztarte – wydzielają owocowy zapach.
KwiatyKwitnie od kwietnia do maja.
SzyszkiSzyszki żeńskie są umieszczone tylko w strefie wierzchołka starszych drzew. W stanie dojrzałym mają długość około 15 cm, są cylindryczne, początkowo bladozielone, w końcu brunatnawe.

## Zmienność
Wybrane odmiany uprawne:
- 'Golden Spreader' - bardzo wolno rosnąca karłowa odmiana o zwartym pokroju z charakterystycznym zagłębieniem w środku krzewu. W wieku 10 lаt osiąga około 1 m wysokości i średnicy. Igły krótkie, długości ok. 2 cm, z wierzchu błyszczące i złocisto-żółte, a od spodu matowe, żółtobiałe[7].
- 'Pendula'

## Biologia i ekologia
Coraz powszechniej uprawiana w lasach lub sadzona jako drzewo parkowe także w innych rejonach Europy. Drewno żółtawobiaławe, mocne, długowłókniste.
Jodła kaukaska jest cenionym  w Europie zachodniej drzewem na choinki. W samych Niemczech kupuje się rocznie do 26 milionów drzewek. Ważnym producentem jest Dania, gdzie uprawia się ok. 100 milionów jodeł kaukaskich i rocznie eksportuje 5 milionów drzewek. Producenci choinek importują nasiona z krajów wschodniej części basenu Morza Czarnego, przede wszystkim z Gruzji.